# Caleta de les Roques Punxoses
La Caleta de les Roques Punxoses és una petita platja del municipi de Salou (Tarragonès), situada al cap de Salou, entre les Roques Punxoses al sud, i la platja Llarga al nord-oest. Té una longitud de 31 metres i una amplada mitjana de 8 metres, formada per sorra fina i còdols.
El nom de 'Caleta de les Roques Punxoses' va ser introduït a la toponímia oficial de l'Ajuntament de Salou el desembre de 2022.
El gener del 2024, l'Ajuntament de Salou va presentar un Pla de Recuperació, Transformació i Resiliència – Finançat per la Unió Europea – Next Generation EU, que en l'apartat de la caleta de les Roques Punxoses preveia eliminar espècies invasores, concretament l'ailant (Ailanthus altissima), i treballs de restauració, plantant-hi pi pinyer (Pinus pinea), llentiscle (Pistacia lentiscus) i tamariu (Tamarix gallica).